# Playa Club Uberlandia (voleibol femenino)
El Playa Club Uberlândia (en portugués: Praia Clube), conocido actualmente como Dentil/Praia Clube por razones de patrocinio, es un club deportivo  brasileño de la ciudad de Uberlândia (Minas Gerais) fundado en 1935. Si bien el club posee actividad en distintos disciplinas deportivas, desde la década de los ochenta su actividad principal es el voleibol, desempeñándose en la Serie A de la Superliga Brasilera de Voleibol Femenino.

## Historia
El club fue fundado el 10 de julio de 1935 tras la compra de un terreno lindero al río por un grupo de nadadores que frecuentaban el lugar. Permaneció como una propiedad particular hasta 1945, cuando los fundadores decidieron darle forma de entidad deportiva. El nombre fue sugerencia de José Victor y los colores se decidieron tras una larga discusión en donde cada uno de los fundadores proponían que llevase los colores de su club de fútbol brasilero favorito. Finalmente, el negro y amarillo fue propuesto por el uruguayo Román Balparda, moción aceptada por el resto del grupo para alegría de Balparda, ferviente fanático del Club Peñarol.

## Voleibol
La relación del club con el deporte se inicia en la década de 1980, primero a partir de la práctica esporádica del mismo por un grupo de socios y luego a través de la creación de una escuela de voleibol. En 1989 el club se afilió a la Federación Minera de Voleibol y comenzó a participar en los torneos regionales, primero con una serie de jugadores juveniles y luego incorporando profesionales. En el año 2006 se consagró por primera vez campeón regional, accediendo a la máxima categoría del voleibol femenino brasilero, la Superliga, tras ganar la Liga Nacional en 2008. En 2013 llegaría la primera participación en un torneo internacional, el Top Volley Internacional, desarrollado en la ciudad de Basilea (Suiza), para más tarde seguir incorporando refuerzos como Fernanda Garay (campeona olímpica en 2012) o Nicole Fawcett (campeona mundial con Estados Unidos en 2014). Con ellas el club lograría el primer título en la Superliga en la temporada 2017/18.
Tras conquistar su primer título de superliga, el club renovó su escuadra con las contrataciones de Carol (Ana Carolina da Silva), Gabi Rocha (Gabriella Rocha da Silva) y la líbero Suelen Pinto. Con estas incorporaciones participó por primera vez, como invitado, en el Campeonato Mundial de Clubes de voleibol femenino de la FIVB de 2018, terminando en la cuarta colocación. En 2019 recibió nuevamente una invitación para participar en el Campeonato Mundial Femenino de Clubes, terminando en la sexta posición tras perder con su clásico rival Itambé Minas.
En cuanto a las competencias sudamericanas, su primera participación fue en el Campeonato Sudamericano de Clubes de 2017 como equipo organizador, donde obtuvo el subcampeonato tras ser derrotado en la final, otra vez, por el Itambé Minas. En 2019 vuelve a las competencias sudamericanas, esta vez por derecho propio tras consagrarse campeón brasilero, para nuevamente perder la final ante el Itambé Minas, hecho que volvería a ocurrir en la siguiente edición. En 2021 manteniendo la base de las centrales Walewska (capitana), Carol y Angélica, las armadoras Claudinha y Lyara, la líbero Suelen, las centrales dominicanas Brayelin y Jineiry, además de la punta holandesa Anne Buijs, y sumando a los refuerzos Ariane Helena, la líbero Ju Perdigão, la armadora Jordane y las puntas Kasiely, Vanessa Janke y Tainara logró finalmente obtener el título sudamericano, además del campeonato Mineiro y la Supercopa en Brusque. La obtención del título sudamericano le permitió el pase al Campeonato Mundial Femenino de Clubes de la FIVB de 2021 por derecho propio y ya no por invitación. En el campeonato del mundo quedó eliminado en primera ronda tras perder ante el Imoco Conegliano y el Fenerbahçe. En 2023 consiguió repetir el triunfo en el Campeonato Sudamericano tras derrotar al Gerdau Minas en la final, por lo que participará en el Campeonato Mundial de Clubes de la FIVB de 2023.

## Resultados obtenidos en las principales competiciones
- 2008-09:
  - 9.º puesto en la Superliga.
  - Campeón de la Aleación Nacional, 1.er título.
- 2009-10:
  - 7.º puesto en la Superliga (eliminado en cuartos de final por el Osasco, 2-0 en la serie).
- 2010-11:
  - 7.º puesto en la Superliga (eliminado en cuartos de final por el Osasco, 2-0 en la serie).
  - Campeón de la Aleación Nacional , 2.º título. 
  - 3.er lugar en el Campeonato Minero.
- 2011-12:
  - 6.º puesto en la Superliga (eliminado en cuartos de final por el Voleibol Futuro, 2-0 en la serie).
  - Campeón minero, 2.º título.
- 2012-13:
  - 5.º puesto en la Superliga (eliminado en cuartos de final por el Sesi-SP, 2-1 en la serie).
  - Campeón minero, 3.º título.
- 2013-14:
  - 5.º puesto en la Superliga (eliminado en cuartos de final por el Sesi-SP, 2-1 en la serie).
  - 5.º puesto en la Copa Brasil.
  - Campeón minero, 4.º título.
- 2014-15:
  - 5.º puesto en la Superliga (eliminado en cuartos de final por el Minas, 2-1 en la serie).
  - 7.º puesto en la Copa Brasil.
  - Campeón minero, 5.º título.
- 2015-16:
  - 2.º puesto en la Superliga.  2.º lugar en la Copa Brasil. 
  - Campeón minero, 6.º título. 
  - Supercopa Brasilera - 2.º lugar
- 2017
  - Superliga Brasilera - 3º Puesto 
  - Campeonato Sudamericano de Clubes - 2º Puesto
- 2018
  - Superliga Brasilera - Campeón 
  - Campeonato Mundial de Clubes de la FIVB - 4º Puesto
  - Copa Brasil - 2.º lugar 
  - Supercopa Brasilera - Campeón
- 2019
  - Campeonato Sudamericano de Clubes - 2º Puesto 
  - Superliga Brasilera - 2º Puesto 
  - Copa Brasil - 2.º lugar 
  - Supercopa Brasilera - Campeón
- 2020
  - Campeonato Sudamericano de Clubes - 2º Puesto 
  - Copa Brasil - 2.º lugar 
  - Supercopa Brasilera - Campeón
- 2021
  - Campeonato Sudamericano de Clubes - Campeón 
  - Supercopa Brasilera - Campeón 
  - Campeón minero, 8.º título.
- 2023
  - Campeonato Sudamericano de Clubes - Campeón

## Palmarés
| Competición                       | Títulos       | Temporadas                          |
| Continentales                     | Continentales | Continentales                       |
| --------------------------------- | ------------- | ----------------------------------- |
| Campeonato Sudamericano de Clubes | 2             | 2021, 2023                          |
| Nacionales                        |               |                                     |
| Superliga Brasilera               | 1             | 2017-18                             |
| Supercopa Brasilera               | 4             | 2018 - 2019 - 2020 - 2021           |
| Trofeo Super Voley                | 1             | 2020                                |
| Liga Nacional                     | 2             | 2008 y 2010                         |
| Provinciales                      |               |                                     |
| Campeonato Minero                 | 6             | 2006, 2011, 2012, 2013, 2014 y 2015 |